# Centre optique
En optique, le centre optique est le point particulier d'un système optique tel qu'un rayon lumineux incident en ce point n'est pas dévié : ses parties incidentes et émergentes sont parallèles entre elles. Pour les systèmes composés, le centre optique est directement relié aux points nodaux : il est le conjugué du point nodal objet par le dioptre d'entrée, et le point nodal image est son conjugué par le dioptre de sortie.